# Mutice
Mutice (německy Mutitz) jsou malá vesnice, část obce Nová Ves u Mladé Vožice v okrese Tábor v Jihočeském kraji. Nachází se asi 1,5 kilometru jihozápadně od Nové Vsi u Mladé Vožice. Je zde evidováno 21 adres. V roce 2011 zde trvale žilo čtyřicet obyvatel.
Mutice jsou také název katastrálního území o rozloze 2,57 km².

## Historie
První písemná zmínka o vesnici pochází z roku 1322.

## Obyvatelstvo
| Rok            | 1869 | 1880 | 1890 | 1900 | 1910 | 1921 | 1930 | 1950 | 1961 | 1970 | 1980 | 1991 | 2001 | 2011 | 2021 |
| -------------- | ---- | ---- | ---- | ---- | ---- | ---- | ---- | ---- | ---- | ---- | ---- | ---- | ---- | ---- | ---- |
| Počet obyvatel | 170  | 196  | 184  | 158  | 146  | 145  | 125  | 91   | 93   | 81   | 69   | 54   | 47   | 40   | 46   |
| Počet domů     | 28   | 27   | 29   | 26   | 23   | 23   | 24   | 23   | 23   | 21   | 20   | 21   | 21   | 21   | 21   |

## Obecní správa
Při sčítání lidu v letech 1850–1975 Mutice byly osadou obce Nová Ves u Mladé Vožice, se kterým patřily nejprve do okresu Tábor, ale v roce 1950 v okrese Votice a od roku 1960 opět v okrese Tábor. Od 1. ledna 1976 do 23. listopadu 1990 byly částí obce Oldřichov v okrese Tábor. Od 24. listopadu 1990 jsou opět částí obce Nová Ves u Mladé Vožice v okrese Tábor.

## Galerie

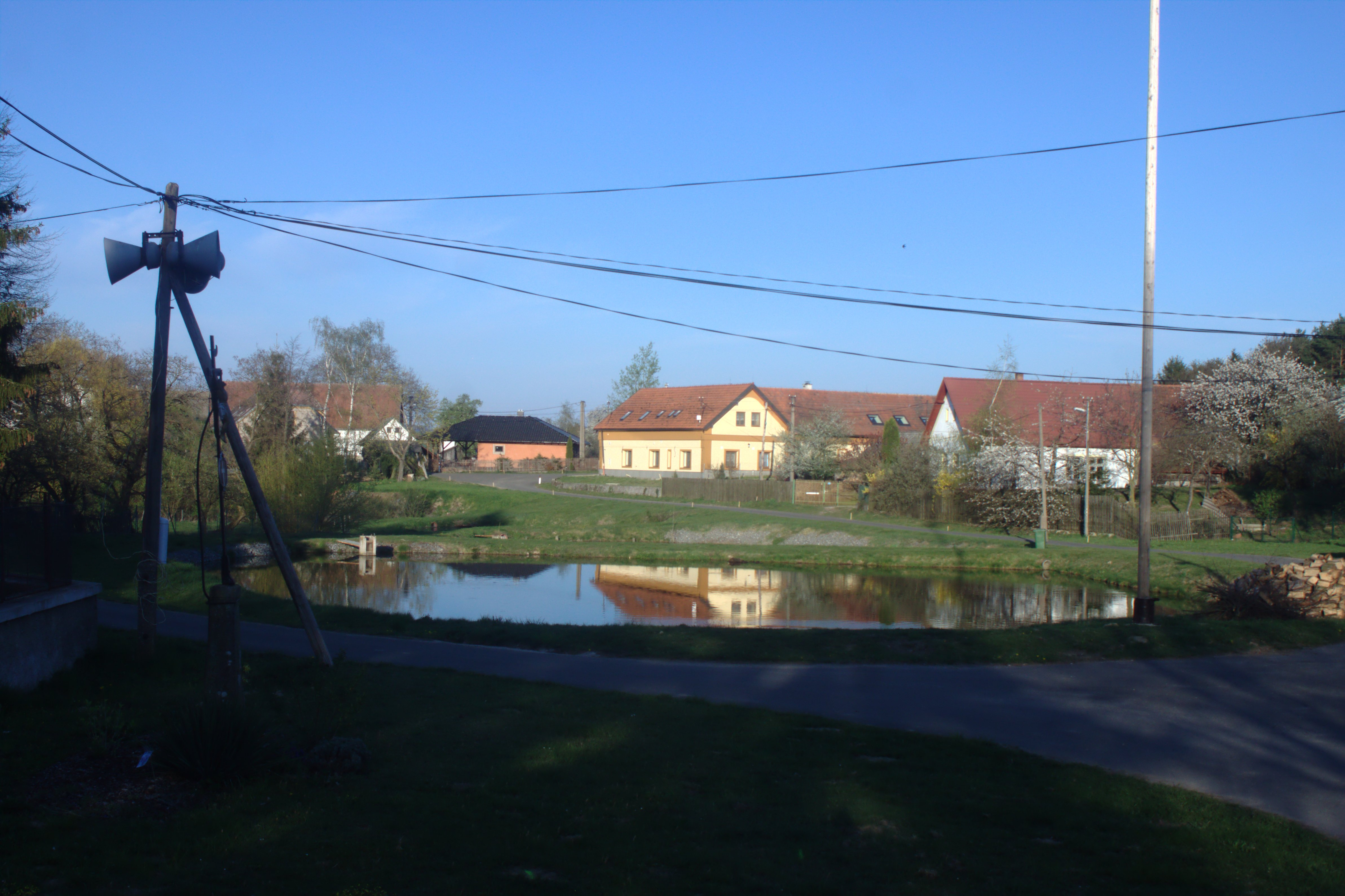
Rybník a náves
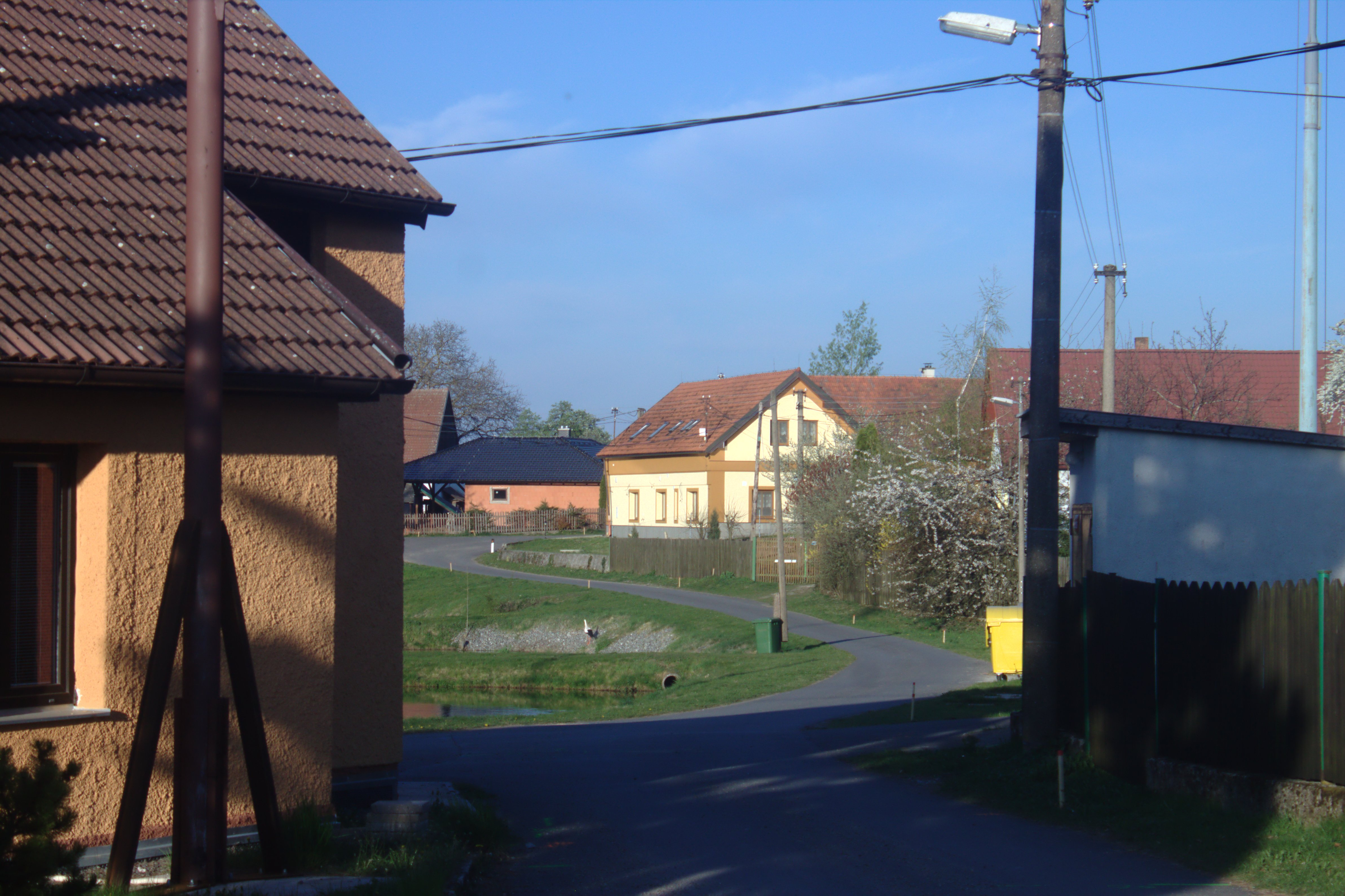
Náves
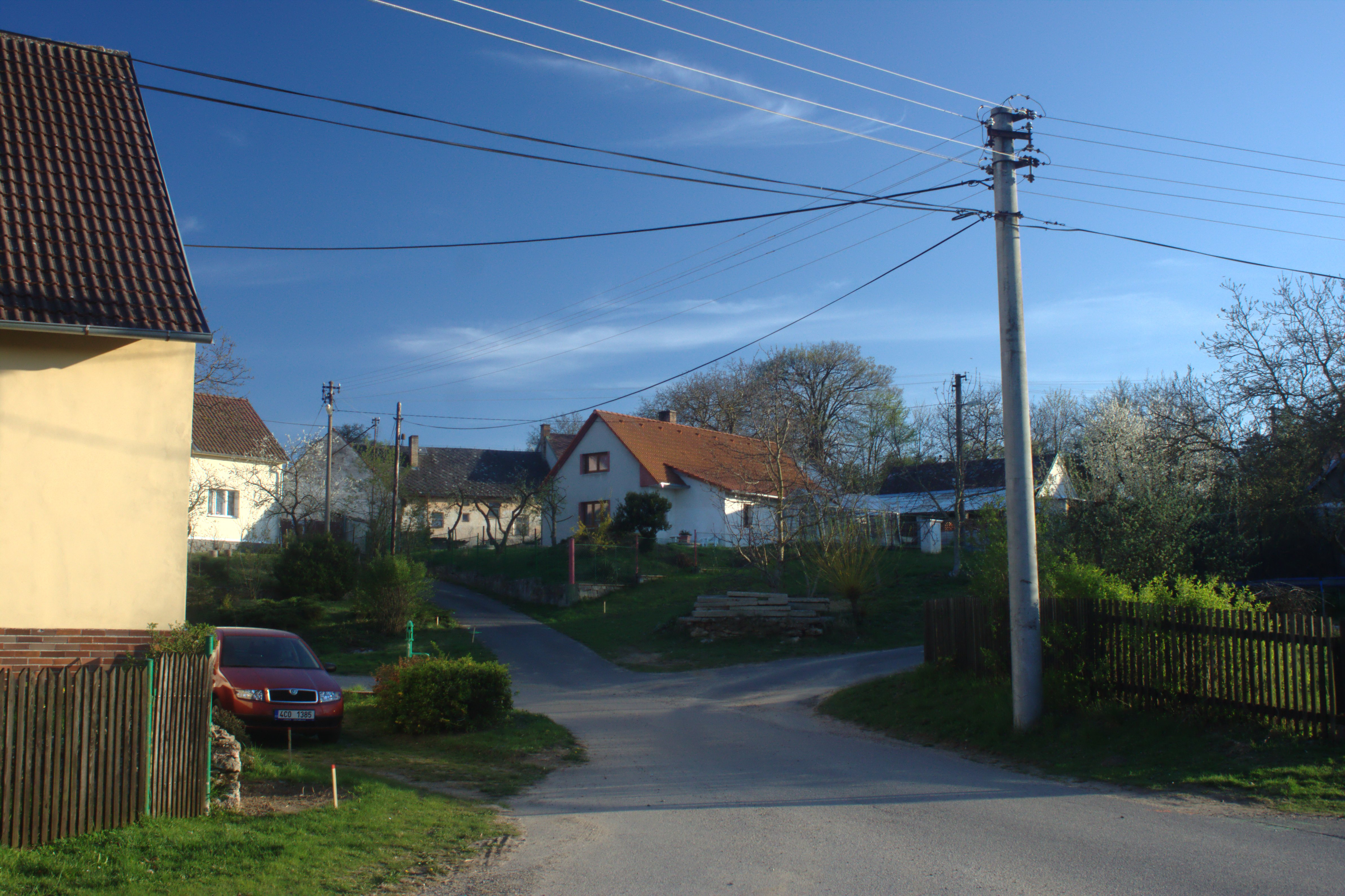
Domy